# Pervanèides
Els pervanèides (turc: Pervâneoğulları) foren una petita dinastia beilical que va regnar sobre Sinope i la seva regió de 1277 aproximadament, fins al 1322, quan foren suplantats pels jandàrides (Candaroğulları).

## Història

### Inicis de la dinastia
L'epònim de la dinastia fou Muin al-Din Sulayman (en turc Muineddin Süleyman), visir dels darrers sultans seljñucides de Rum des de Kaykhusraw II abans de 1243 i de la batalla del Kösedağ fins al 1277 quan fou assassinat per ordre de l'Ilkhan Abaqa. Després de la mort de Muiniddin Süleyman, Sahip Ata o Sahib Ata, va esdevenir aviat nou visir de Kaykaus II (càrrec que era ja havia ocupat cap a 1250). Després de la presa de poder de Kilidj Arslan IV el 1261, Muiniddin Süleyman va rebre el títol de «pervâne» (literalment 'ordre', equivalent a un assistent personal) que va donar el seu nom a la dinastia.
Abans de ser executat el 1277, havia constituït un petit beilicat a Sinope i a Tokat a la costa de la mar Negra i en el darrere país d'aquestes ciutats, on Pervâne tenia els seus dominis personals, i on els seus fills van mantenir el poder.

### Els successors
Muin al-Din Muhammad o Muineddin Mehmed, el fill de Pervane que havia estat designat pel seu pare com a governador de Sinope poc després de la seva reconquesta a l'Imperi de trébizonde va proclamar la seva independència després de la mort de Pervane i va exercir el poder fins a la seva mort.
Li va succeir el seu fill Muhazzebeddin Mahmud que va portar el títol d'emir, i es va reconèixer vassall dels mongols il-kànides.
El 1322 va pujar al tron Gazi Çelebi darrer representant de la dinastia, amb el qual el beilicat va esdevenir una verdadera potència naval a la mar Negra. La marina de Sinope va fer ràtzies contra les possessions dels genovesos a Crimée i contra els seus veïns de l'imperi de Trebisonda. El 1322, Gazi Çelebi va morir sense hereu mascle. Sinope va passar llavors a mans dels Jandàrides.

## La dinastia

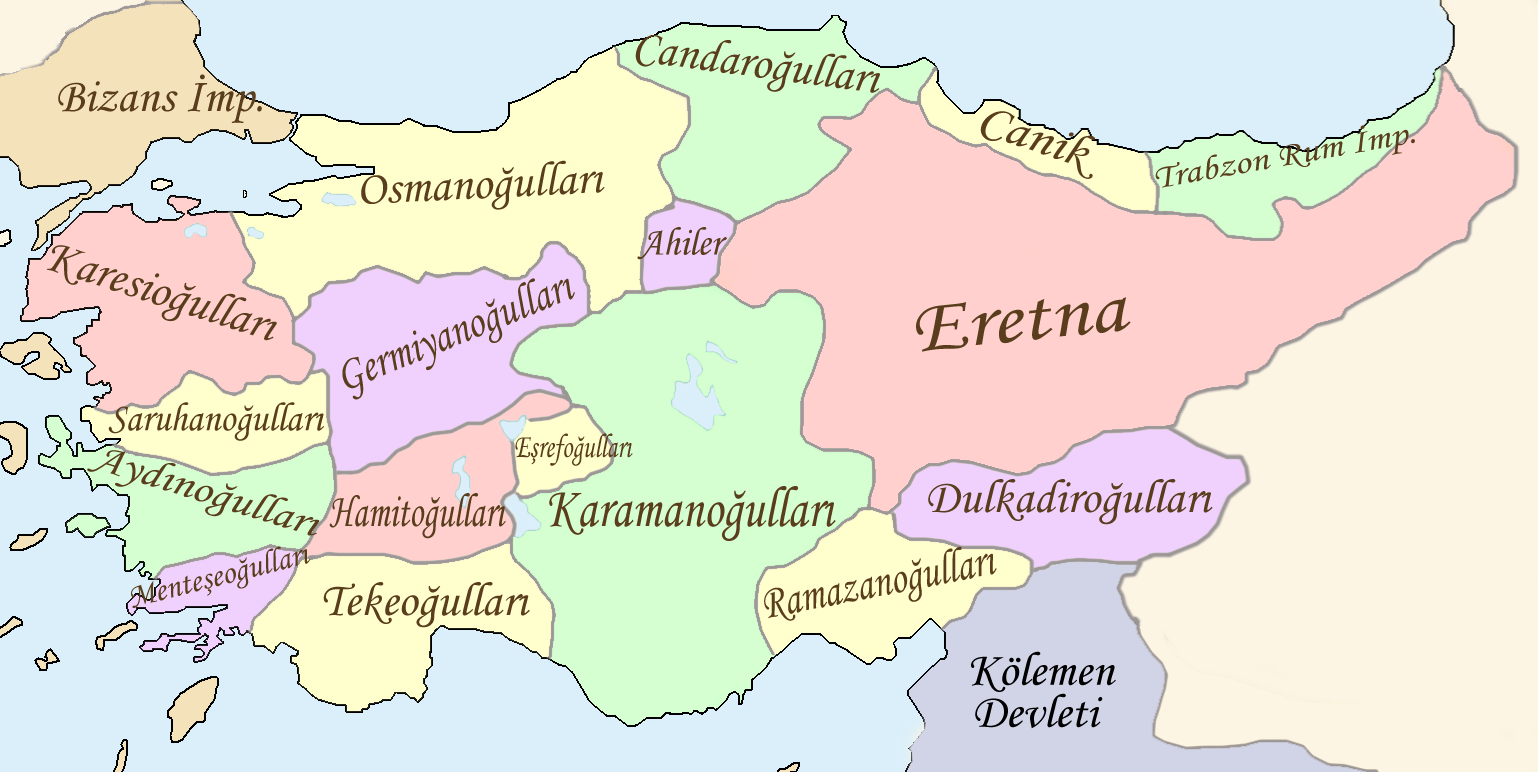
Mapa dels beilicats d'Anatòlia formats després de la batalla del Kösedağ del 26 de juny de 1243.

| ~1240-1277 | Muin al-Din Sulayman                                  | Muineddin Süleyman « Pervâne »                        |                                                       | Epònim de la dinastia.                                |
| 1277-1297  | Muin al-Din Muhammad                                  | Muineddin Mehmed                                      | Pervâne                                               | Fundador del beilicat a Sinope.                       |
| 1297- ?    | Muhadhdhib al-Din Masud                               | Muhazzebeddin Mesud                                   | Mehmed                                                |                                                       |
| ? -1322    | Ghazi Čelebi                                          | Gazi Çelebi                                           | Masud                                                 |                                                       |
| 1322       | Annexió al beilicat dels Jandàrides (Candaroğulları). | Annexió al beilicat dels Jandàrides (Candaroğulları). | Annexió al beilicat dels Jandàrides (Candaroğulları). | Annexió al beilicat dels Jandàrides (Candaroğulları). |